# Jaroslav Ježek

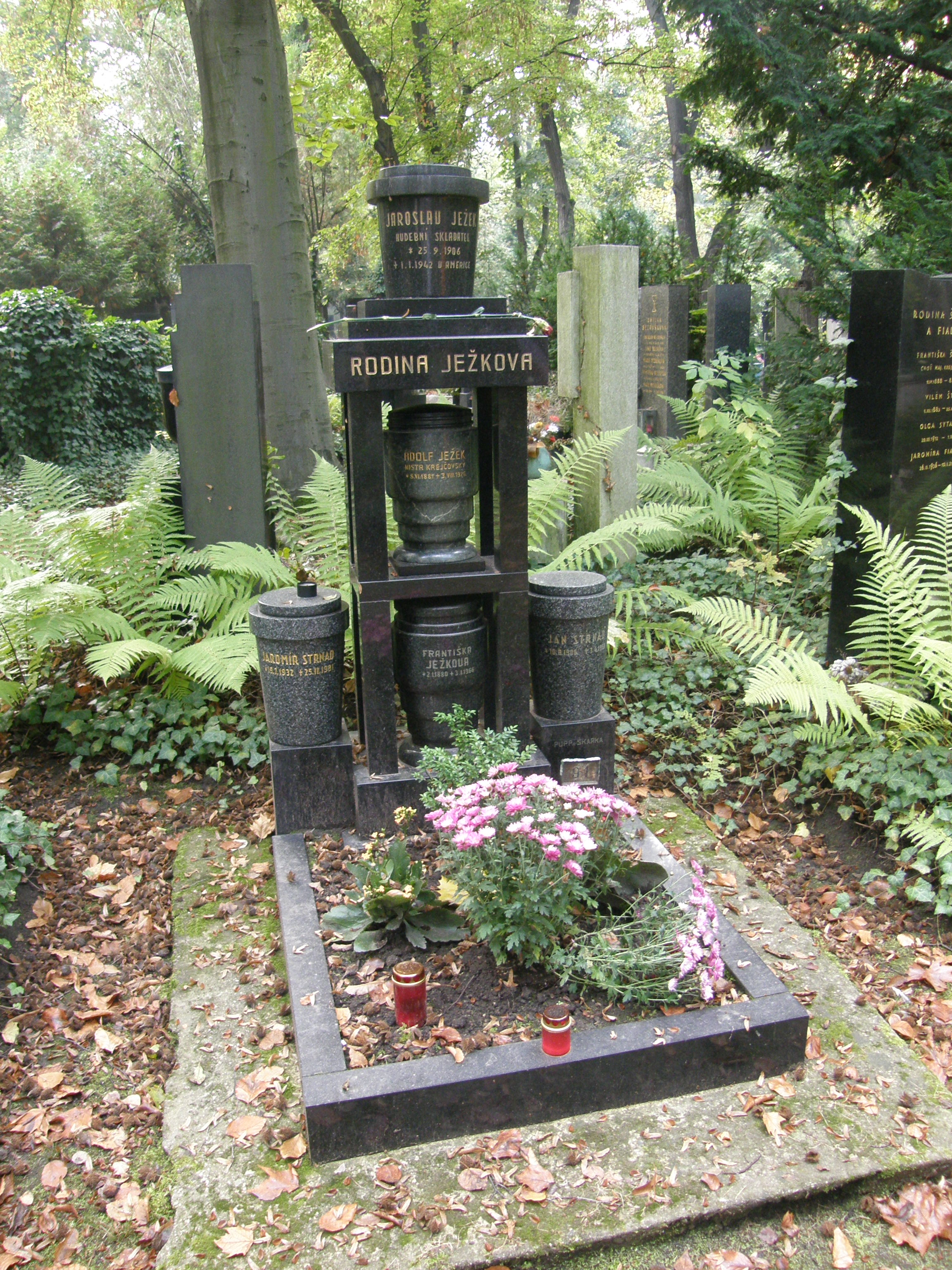
Hrob na Olšanských hřbitovech v Praze

Jaroslav Ježek (25. září 1906 Žižkov – 1. ledna 1942 New York) byl český hudební skladatel, dirigent, hudební improvizátor, dramaturg a klavírista. Byl autorem taneční, divadelní a filmové hudby, ale i vážné hudby. Hudební inspiraci nabral hlavně v jazzu. Mezi jeho nejznámější a zvlášť populární je jeho hudba k divadelním hrám a filmům, která v některých případech téměř zlidověla.

## Život
Narodil se na pražském předměstí, tehdy samostatném městě Žižkově v rodině krejčího Adolfa a matky Františky (dnešní ulice Rokycanova č. 8, tehdy Všehrdova). Od dětství trpěl šedým zákalem. Jako dítě navštěvoval hradčanskou školu pro výchovu nevidomých. Prodělal spálu a téměř ohluchl. Navíc měl také nemocné ledviny. Veškerou svou péčí a sesterskou láskou jej v té době také zahrnovala o dva roky mladší sestra Jarmila, později provdaná Strnadová. Jako švadlena mu také z velké části pomohla zaplatit jeho první piano.
V roce 1921 se přestěhovala rodina Jaroslava Ježka do družstevního domu v Kaprově ulici, kde v prvním patře získali dvoupokojový byt.
V roce 1923 se pokusil složit přijímací zkoušky ze hry na klavír na Pražské konzervatoři. Zde jej komise kvůli špatnému zraku nechtěla přijmout, po provedení vlastní Ježkovy improvizace ho ale přijali na studium skladby, kde jej vyučovali Karel Boleslav Jirák a Alois Hába. O rok později složil již úspěšně přijímací zkoušky také na hru na klavír do třídy Albína Šímy. Mezi jeho pedagogy patřili také Josef Suk a Josef Bohuslav Foerster. Stýkal se i s mnoha mladými umělci té doby, např. s E. F. Burianem, Vítězslavem Nezvalem, Joe Jenčíkem a především s Jiřím Voskovcem a Janem Werichem, s nimiž pak vytvořil nesmrtelné trio: Ježek skládal hudbu a Werich s Voskovcem k tomu dokládali vtipné inteligentní texty. Toto spojení hudby s dobrým textem zaručovalo divácký úspěch. V osvobozeném divadle bavil posluchače hudebními hříčkami. Hrával například písničku Šla Nanynka do zelí na přání posluchačů tak, jak by ji asi napsal Mozart, Bach, Smetana, Strauss, ale i Hašler a jiní. Dovedl také na čtyři jakékoliv dané tóny vytvořit přímo před posluchači libovolnou hudební formu na přání.

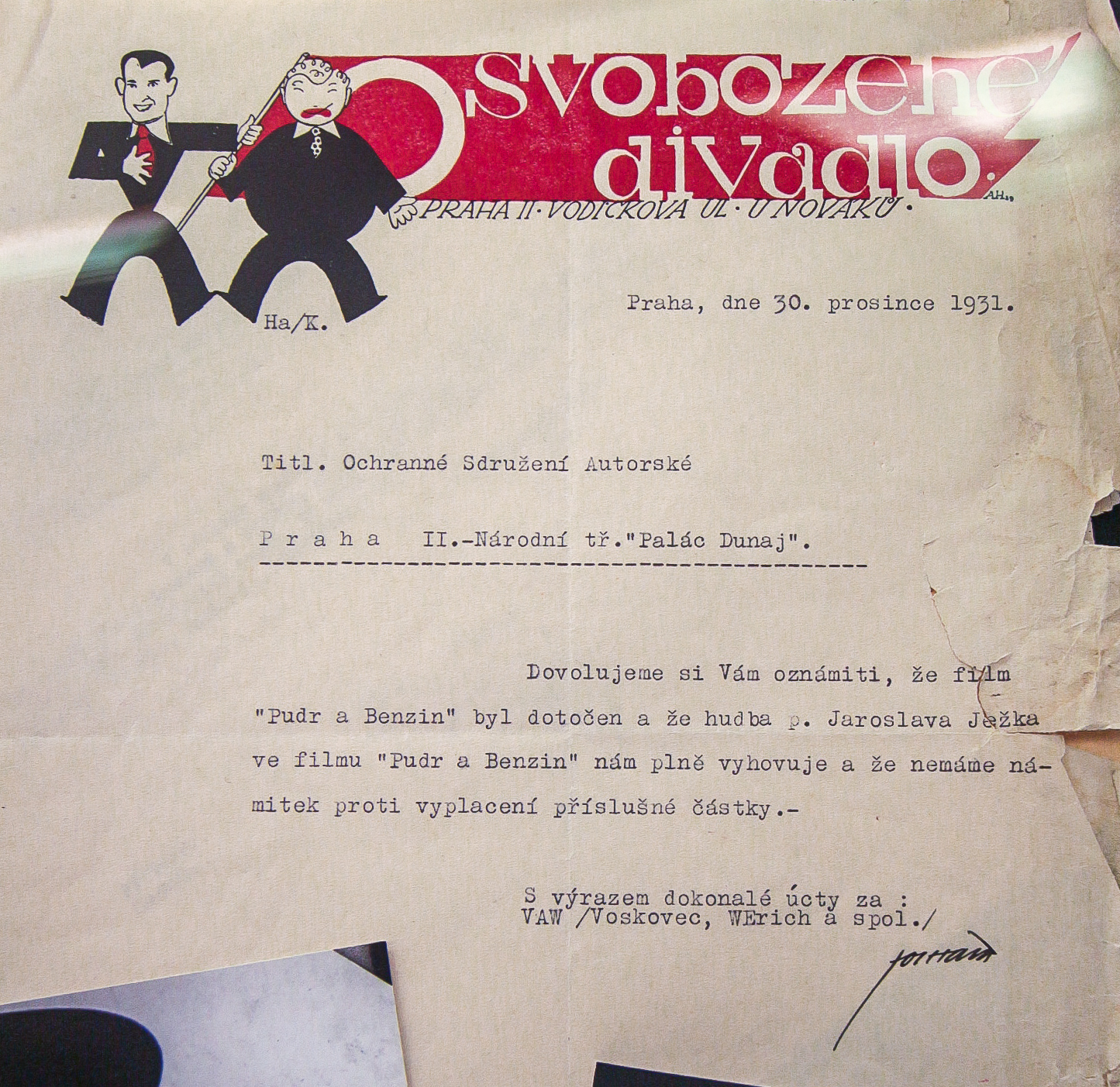
Dopis se souhlasem V+W a spol. k vyplacení honoráře J. Ježkovi k filmu Pudr a benzin s datem 30. prosince 1931.

Jeho Tango Mercedes, které údajně napsal v roce 1930 při svém letním pobytu v Písku, se stalo světovým hitem.
V meziválečném období se Ježek vypravil do Paříže, kde se po večerech bavil po hospodách a kabaretech, kde předváděl své umění a také zde objevil jazz, který ho pak hudebně inspiroval. V roce 1934 se stal členem Skupiny surrealistů v ČSR.
Z osobního života se zachovaly vroucné dopisy, které napsal své milé, Lídě (Ludmile) Ledererové na sklonku roku 1938.
Vzhledem k tomu, že aktivně spolupracoval na protinacistických hrách Osvobozeného divadla, v lednu 1939 spolu s Janem Werichem emigroval do Spojených států. Zde se k nim připojil i Jiří Voskovec. V USA krátce pobýval v Pensylvánii a pak přesídlil do New Yorku, kde působil jako sbormistr Zpěvokolu. Ani milovaná Frances (Františka Bečáková), se kterou se Ježek oženil pár dní před smrtí, nedokázala utišit jeho zdravotní neduhy, na konci roku 1941 byl hospitalizován a na Nový rok 1942 zemřel na chronické ledvinové onemocnění ve věku 35 let. Po válce byla urna převezena do Prahy a dne 5. ledna 1947 uložena v rodinném hrobě na Olšanských hřbitovech.

## Ocenění
Dne 18. června 1946 byl zvolen členem České akademie věd a umění in memoriam.
V Praze je po něm od roku 1990 pojmenována Konzervatoř a Vyšší odborná škola se zaměřením na jazzovou a populární hudbu.

## Modrý pokoj

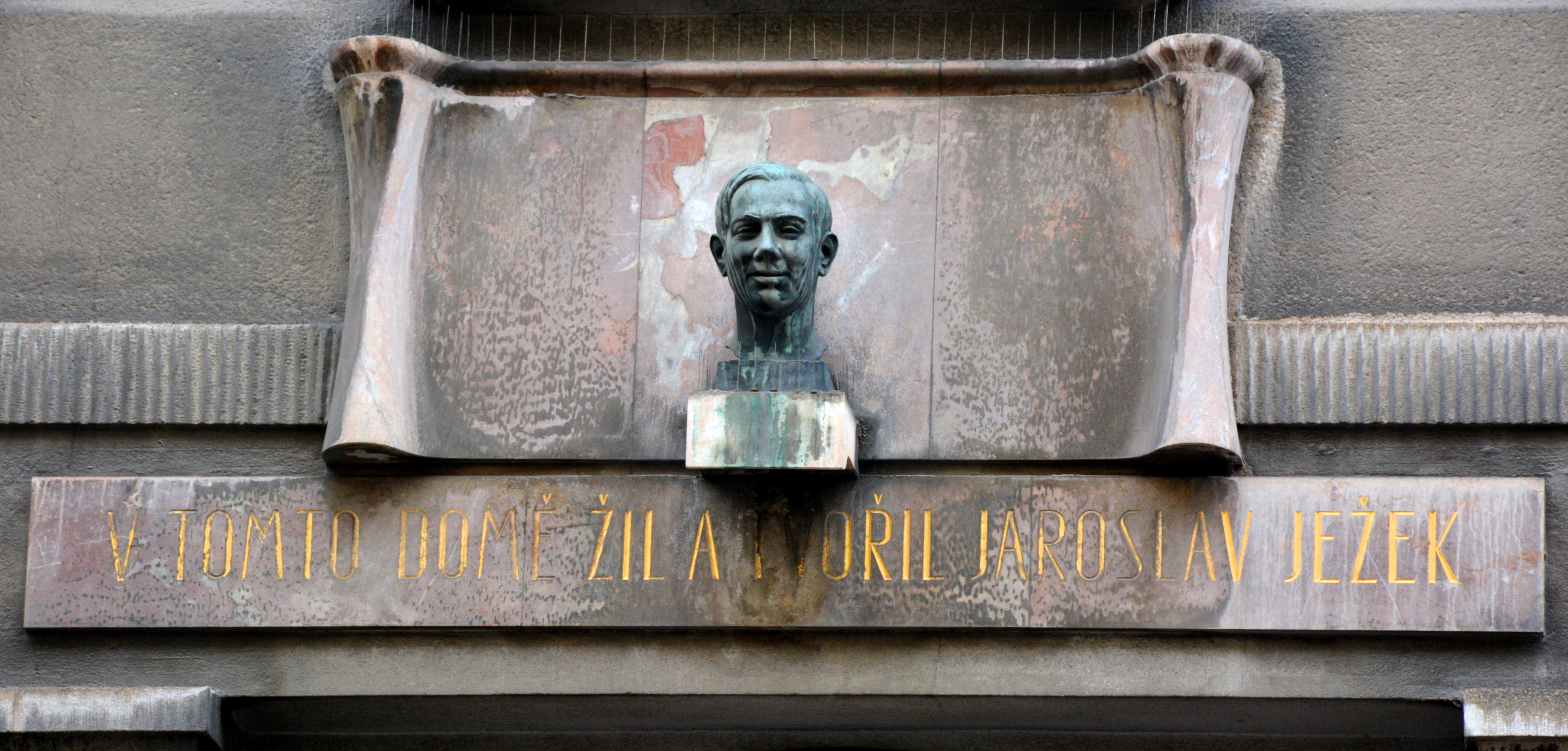
Busta Jaroslava Ježka (autor: prof. Václav Vokálek, 1957) na domě v Kaprově ulici 10 (čp. 45) v Praze 1. Pod bustou je pamětní deska s nápisem: "V tomto domě žil a tvořil Jaroslav Ježek".

Pro Jaroslava Ježka navrhl okolo roku 1926 jeho přítel a spolupracovník z Legie malých a později z Osvobozeného divadla architekt František Zelenka v bytě Ježkových v pražské Kaprově ulici č. 45/10 na Starém Městě pokoj v modré barvě zařízený speciálně pro Ježka, ztrácejícího zrak. Pokoj se zachoval s původním vybavením a od roku 1983 je v něm umístěna expozice, spravována Hudebně historickým oddělením Národního muzea – Českého muzea hudby, pod názvem Památník Jaroslava Ježka – Modrý pokoj.

## Citát
| „            | Jedna z prvních našich písniček s Ježkem byla Tři strážníci, roku 1928. Ježek sobě a nám dvěma tento titul oficiálně udělil. „My tři strážníci si přece rozumíme, veď“, říkával s nadšeným usměvem, kdykoliv jsme v blázinci zákulisí nebo nad jeho pianem rozřešili vespolek nějaký zmatený a beznadějný problém, který ohrožoval premiéru. Tři strážníci, to byla autorská solidarita, svízele řemesla, to byly premiérové ovace, fašistické demonstrace i společný odjezd za oceán. Tři strážníci, to byl pro nás obraz věrnosti, symbol všeho, oč jsme se společně pokoušeli. | “ |
| — Jan Werich | |   |

## Dílo

### Orchestrální hudba
- Koncert pro klavír a orchestr (1927)
- Fantasie pro klavír a orchestr (1930)
- Koncert pro housle a dechový orchestr (1930)
- Pochod karnevalu Umělecké besedy (1932)
- Symfonická báseň pro orchestr (1936)

### Komorní hudba
- Dechový kvartet pro flétnu, dva klarinety a fagot (1928)
- Dechový kvintet (1931)
- Smyčcový kvartet I. (1932)
- Sonáta pro housle a klavír (1933)
- Duo pro dvoje housle (1934)
- Smyčcový kvartet II. (pouze první věta) (1941)

### Klavírní díla
- Suita pro čtvrttónový klavír (1927)
- Sonatina (1928)
- Malá suita (1928)
- Bugatti step (1930)
- Capriccio (1932, autor je hrál na vernisáži výstavy Poesie 1932 v Mánesu 27. 10., nenapsal je však)[14]
- Etuda (1933)
- Bagately (1933)
- Rapsodie (1938)
- Toccata (1939)
- Grande valse brilliante (1939)
- Sonata (1941)

### Písňová tvorba
- Písničky (5 písní pro vyšší hlas s průvodcem klavíru na slova Nezvalova a Seifertova (1927)
- Rychlíkem (Nezval, Blacke, Cocteau, Soupault, Schwitters, 1927)
- Kalendář (P. A. Birot, 1927)
- Čtverák Pierrot (5 písní na slova Halasova do stejnojmenné Laforguovy komedie s průvodem flétny, klarinetu, violy a klavíru 1929)
- Lamento e trionfo (1929)
- Čtyři písně pro vyšší hlas s průvodem klavíru (Biebl, Nezval, Závada, 1933)
- Dvě písně na Puškina (1936)
- Dobrou noc (Mácha, 1936)
- Vítězné V (V. a W., Hoffmeister, 1941)
- „Ne“ (Ženský sbor na slova Sládkova, 1941)

### Hry Voskovce a Wericha
- Premiéra Skafandr (1928)
- Líčení se odročuje (1929)
- Fata Morgana (1929)
- Ostrov Dynamit (1930)
- Sever proti Jihu (1930)
- Don Juan a comp. (1931)
- Golem (1931)
- Caesar (1932)
- Robin zbojník (1932)
- Svět za mřížemi (1933)
- Osel a stín (1933)
- Slaměný klobouk (1934)
- Kat a blázen (1934)
- Vždy s úsměvem (1935)
- Panoptikum (1935)
- Balada z hadrů (1935)
- Nebe na zemi (1936)
- Rub a líc (1936)
- Panorama (1937)
- Těžká Barbora (1937)
- Pěst na oko (1938)

### Balet
- Nervy (1928)

### Filmová hudba
- Ze soboty na neděli (G. Machatý, 1931)
- Pudr a benzin (V. a W., 1931)
- U nás v Kocourkově (s Werichem, 1932)
- Peníze nebo život (1932)
- Hej rup (V. a W., 1934)
- Všudybylkova dobrodružství (Dodal, kreslený film, 1935)
- Svět patří nám (V. a W., 1937)

## Seznam písňové tvorby (výběr)
Autoři všech textů Jiří Voskovec a Jan Werich, pokud není uvedeno jinak.
- Civilizace (i pod názvem Civilisace)
- David a Goliáš
- Ezop a brabenec
- Když jsem kytici vázala
- Klobouk ve křoví
- Mary, babička Mary
- Nebe na zemi
- Nikdy nic nikdo nemá
- O Španělsku si zpívám
- Potopa
- Prodám srdce
- Stonožka
- Svět patří nám
- Svítá
- Tmavomodrý svět
- Tři strážníci
- Zeměkoule
- Život je jen náhoda

## Osobnosti kultury vzpomínají na Jaroslava Ježka
František Filipovský
- Jarda Ježek – to byla zvláštní osobnost. Neoplýval nijak krásou, nejenže špatně viděl, jak jsem řekl, později dokonce i špatně slyšel. Když však zasedl ve společnosti ke klavíru a hmátl do kláves, tak mohli jít všichni donchuáni do háje. Nejkrásnější děvčata byla kolem piána a existoval pro ně jen on. Fantastická vitalita z něho přímo živelně vyzařovala.[15]
- Vážil jsem si Jaroslava Ježka jako člověka vzácných lidských vlastností. Byl přirozený, nepovyšoval se, družný, ke každému se choval vlídně a přátelsky, i když si uměl lidi také dobírat a pak se dlouho smál vydařenému šprýmu.[16]

Václav Holzknecht
- Viděl jsem ho poprvé roku 1924. Byl jsem právě po závěrečných zkouškách v prvním ročníku konservatoře a toho dne jsem se rozhodl jít na promenádní koncert České filharmonie, která hrála na Slovanském ostrově. Při Schubertově Nedokončené symfonii jsem postřehl mezi návštěvníky zvláštního mladíka; procházel se s malou partiturou a sledoval bedlivě notový text, maje obličej takřka na papíře. Byl silně krátkozraký, ale obtíže četby mu asi nevadily. Tvářil se spokojeně, a když hudba dozněla, sklapl knížku s blaženým uspokojením. Zářilo z něho štěstí, které vyvolávalo u každého, kdo ho pozoroval, sympatie a úsměv. Byl dobře a čistě oblečen a budil dojem příjemného člověka a zaujatého muzikanta. Nevím proč, ale něco mi řeklo, že se s tímto mladíkem seznámím a že se stane mým přítelem.[17]
- Zvláštní byl jeho mimořádný zájem o modrou barvu. Vzbuzovala v něm pocity, které u normálně vidoucích lidí asi neexistují; jejich působivost by se dala vysvětlit nejspíše skladbou jeho oka. Psal na modrém papíře, používal modrých obálek, kupoval si často modré košile, kravaty i šaty. Nebyla to u něho póza....Láska k modři vyvěrala z něho a nepotřebovala předloh. Byla jednou z jeho vlastností.[18]
- Tím skončil příběh Jaroslava Ježka. Byl krátký, ale nevšední. Těch povolených 35 let bylo naplněno vášnivým zájmem o život a umění, láskou k lidem a statečnou vůlí probít se ke kladnému výsledku přes všechny překážky, které byly navaleny přes cestu. Byl to velký umělec i hrdinský člověk. Zasloužil si, aby ho lidé měli rádi, protože i on měl rád je, věřil v jejich dobrotu a v jejich lepší příští osud. Byl jedním z těch, kteří tento osud pomáhali spolu tvořit. Zbývá po něm velké a trvalé dílo a krásný příklad dobrého, věrného a statečného srdce.[19]